# Шаб-Ніггурат

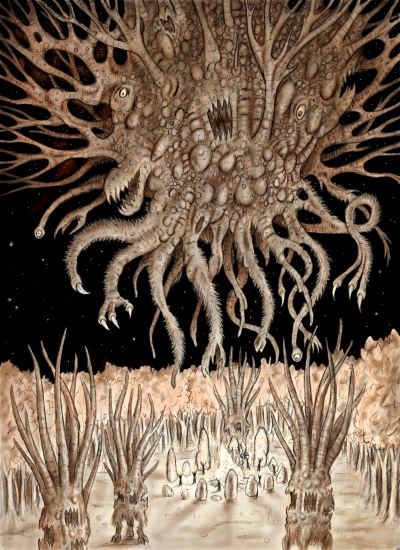
Шаб-Ніггурат з потомством, ілюстрація Домініка Синьйорі

Шаб-Ніггурат (англ. Shub-Niggurath) чи Чорна Коза Лісів з тисячним потомством) — вигаданий персонаж пантеону Міфів Ктулху, вигаданий Говардом Лавкрафтом. Класифікується як «божество збоченої родючості». Вперше згадується в його оповіданні «Останнє випробування» («The Last Test», 1928). У самого Лавкрафта жодного разу не описується, на відміну від його послідовників, але неодноразово згадується в заклинаннях. Наприклад, в «Жахітті Данвіча» (1929). Більша частина розвитку Шаб-Ніггурат як персонажа належить Августу Дерлету, Роберту Блоху і Ремсі Кемпбеллу.

## Опис
Шаб-Ніггурат — одне з небагатьох лавкрафтівських чудовиськ, стать якого однозначно відома. Шаб-Ніггурат — істота жіночої статі, хоча й не ясно, чи є в неї чоловічий аналог. Сам Лавкрафт називав цю істоту й іншим іменем — Повелитель лісу (англ. Lord of the Wood).
Шаб-Ніггурат описується як туманна, подібна на хмару маса з безліччю довгих чорних щупалець, слизоточивими ротами і короткими цапиними ногами. Її супроводжують безліч породжених нею дрібних чудовиськ, яких вона постійно вивергає, а потім знову пожирає і переварює. Ніколи не можна сказати точно, де в туманній масі закінчується вона і починаються її породження.

## Місце в пантеоні Міфів Ктулху
З усіх істот міфічного пантеону Міфів Ктулху, культ Шаб-Ніггурат описується як найпоширеніший. Їй поклоняються навіть позаземні істоти Мі-го.
Август Дерлет класифікував Шаб-Ніггурат як представника пантеону Великих Древніх, але в настільній рольовій грі «Поклик Ктулху» класифікується як Зовнішній Бог.
Люди можуть, провівши належним чином обряд, викликати Шаб-Ніггурат в будь-якому лісі при повному місяці.

## Шаб-Ніггурат в масовій культурі
Ім'я Шаб-Ніггурат використано у відеогрі Quake: викликані ним монстри прориваються у світ людей, і герой повинен пробитися через орди чудовиськ в химерному готичному світі, щоб знищити Шаб-Ніггурат. У грі істота більше нагадує не саму Шаб-Ніггурат, а одного з її нащадків. Фігурує і в настільних іграх Arkham Horror, Call of Cthulhu, Eldritch Skies, Cthulhu Wars.
Також згадується в оповіданні Стівена Кінга «Крауч-Енд» (у різних версіях перекладу — Козел з тисячею козенят, Козлище з тисячею молодих) як величезна безформна істота з безліччю вузлуватих щупалець, яка живе під землею в нескінченно далекому і чужому світі. Як відомо, творчість Лавкрафта здійснила на Стівена Кінга великий вплив, і це особливо добре простежується в цьому оповіданні.
У французькому фільмі 2004 року в жанрі треш «Атомний цирк» Шаб-Ніггуратами називаються медузоподібні літаючі істоти огидного вигляду з безліччю щупалець, які нападають на людей і розчленовують їх різноманітними способами. Крім того, з'являється в ранобе й аніме «Overlord»